# Macrodelphinus
Macrodelphinus — вимерлий рід примітивних зубатих китів, відомих з морських відкладень пізнього олігоцену (чаттські) у Каліфорнії.

## Біологія
Macrodelphinus був одонтоцетом розміром із косатку, подібним до представників Eurhinodelphinidae, оскільки мав рострум та верхню щелепу, схожу на меч-рибу. Вважається, що через свій розмір і зуби довжиною в дюйми він був верхнім хижаком.

## Класифікація
Macrodelphinus відомий за фрагментарним черепом з пізнього олігоцену Jewett Sand Formation в графстві Керн, південна Каліфорнія. Хоча часто класифікується як член Eurhinodelphinidae, кладистичний аналіз Chilcacetus виявляє його за межами Eurhinodelphinidae, менш розвиненим, ніж Eoplatanista. Міоценовий вид «Champsodelphis» valenciennesii Brandt, 1873, заснований на фрагменті роструму з морських відкладень у Ланді, Франція, Келлогг (1944) відніс до Macrodelphinus.